# Gackie
Gackie – wieś w Polsce położona w województwie podlaskim, w powiecie grajewskim, w gminie Grajewo.
W latach 1975–1998 miejscowość administracyjnie należała do województwa łomżyńskiego.
W lipcu 1944 wojska niemieckie wysiedliły mieszkańców wsi, a zabudowania zniszczone. W czasie akcji Niemcy zamordowali trzech mieszkańców.